# Parafia św. Jana Chrzciciela w Złotniku
Parafia św. Jana Chrzciciela w Złotniku – parafia rzymskokatolicka, terytorialnie i administracyjnie należąca do diecezji zielonogórsko-gorzowskiej, do dekanatu Żary, erygowana w 1957. W parafii posługują księża diecezjalni.